# Deepal SL03
Deepal SL03 – elektryczny i hybrydowy samochód osobowy klasy średniej produkowany pod chińską marką Deepal od 2022 roku.

## Historia i opis modelu

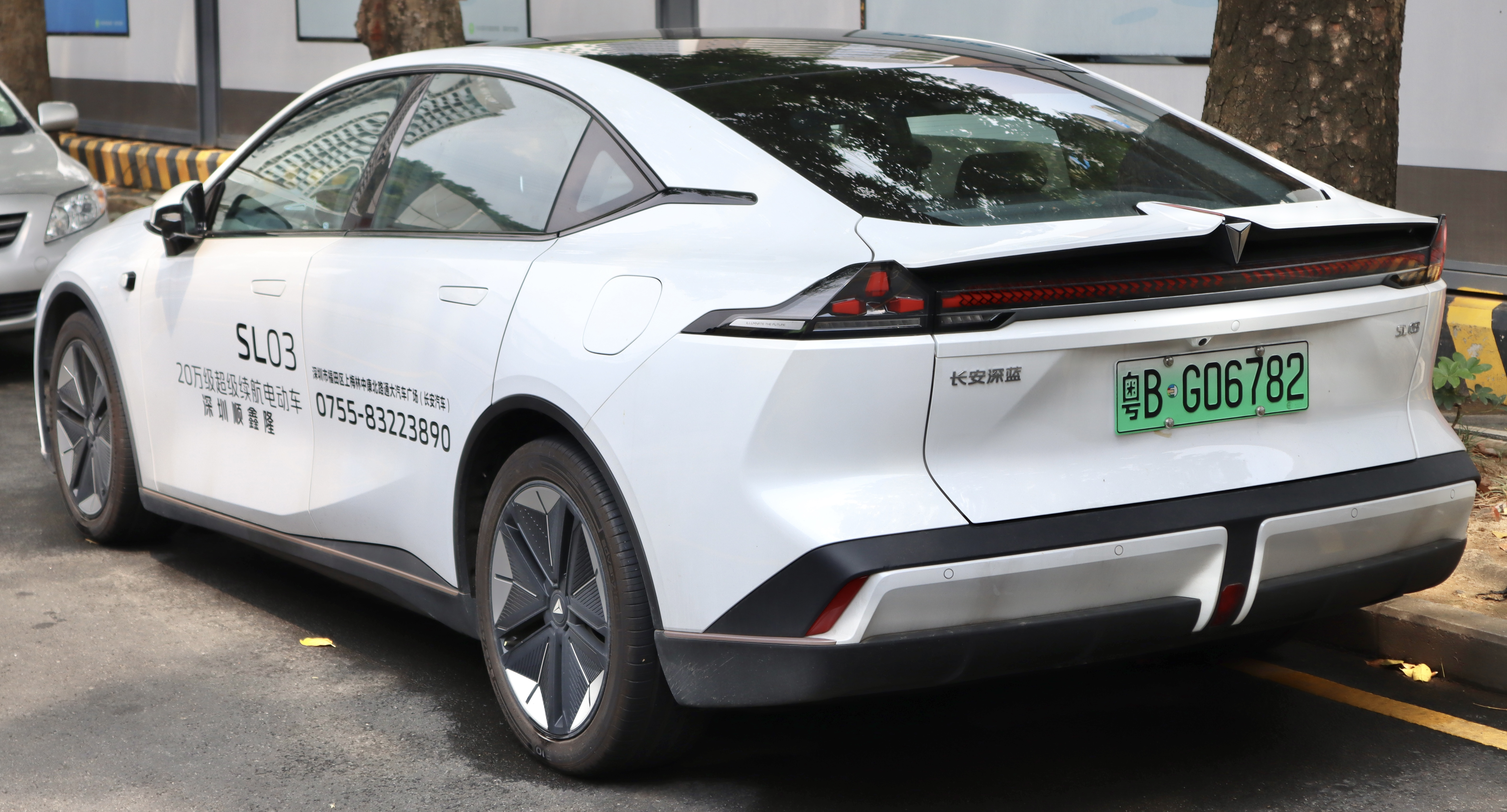
Deepal SL03 - tył

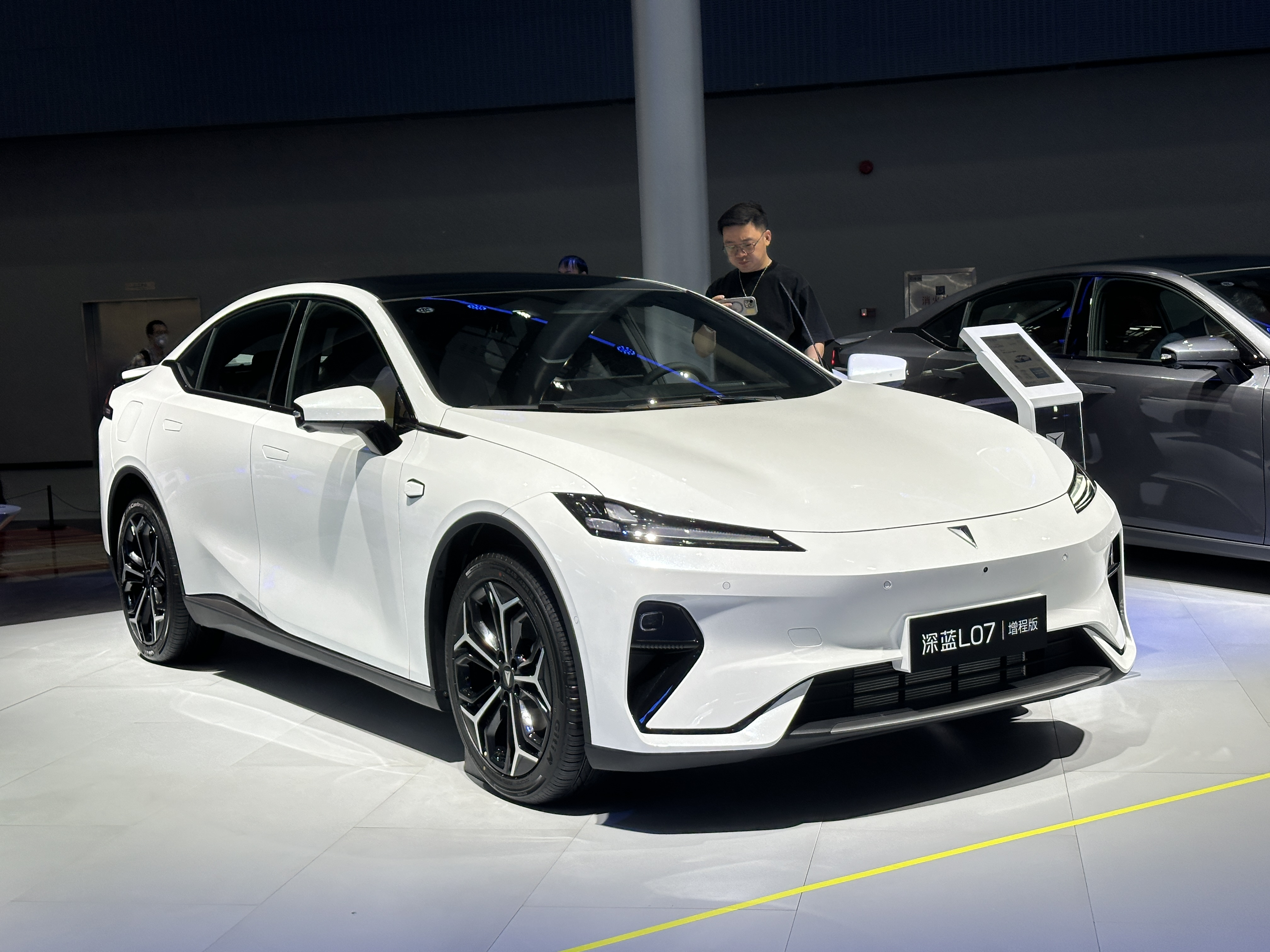
Deepal L07

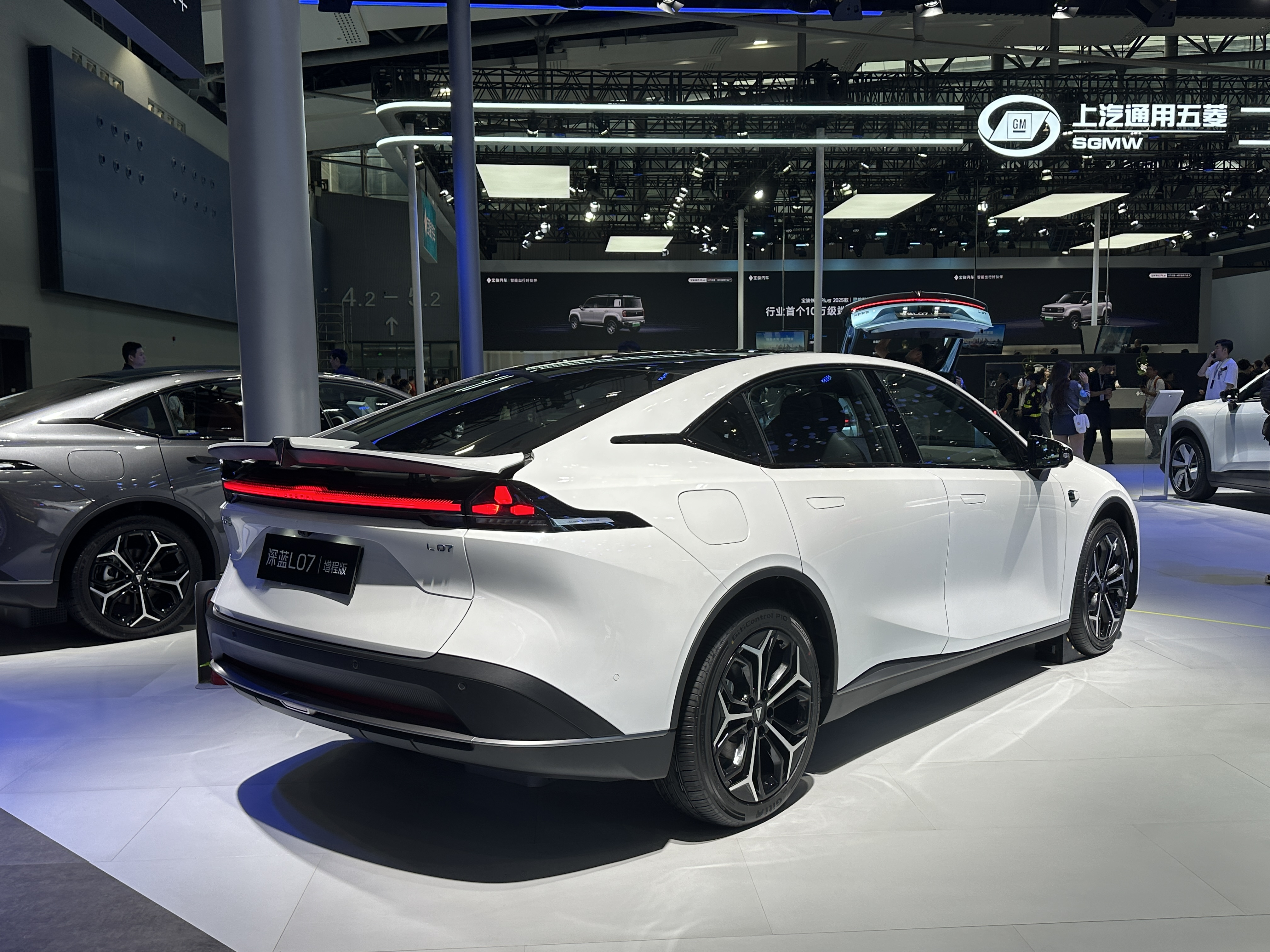
Deepal L07 - tył

24 sierpnia 2021 roku chiński koncern motoryzacyjny Changan zorganizował konferencję dotyczącą swoich planów w dziedzinie samochodów elektrycznych. W jej ramach przedstawiony został nowy model napędzany prądem w postaci średniej wielkości liftbacka o nazwie Changan C385, stanowiącego odpowiedź Changana na cieszącą się popularnością w Chinach Teslę Model 3.
Pod kątem wizualnym samochód utrzymany został w podobnej estetyce, co równolegle debiutujący i pokrewny, spalinowy model UNI-V. Nadwozie zyskało agresywnie stylizowane, wysoko osadzone reflektory, łagodnie opadającą linię dachu ku krótkiemu, sciętemu tyłowi, a także wieńczący nadwozie pas świetlny na całą jego szerokość. Na środku klapy, która otwierana jest z szybą, umieszczono charakterystyczną lotkę. Oparty na nowej platformie dedykowanej samochodom elektrycznym EPA1, pojazd wyposażony został m.in. w system autonomicznej jazdy, jak i technologię APA 7.0 pozwalającą na automatyczne parkowanie.
W kwietniu 2022 koncern Changan ogłosił, że tworzy nową markę Deepal dla zaawansowanych technicznie samochodów elektrycznych. W rezultacie, model C385 zyskał nową nazwę i zasilił ofertę nowej filii jako Deepal SL03, pod taką postacią trafiając później do sprzedaży.

### L07
Niezależnie od takiej samej nazwy stosowanej w Tajlandii dla oryginalnego Deepala SL03, w maju 2024 zaprezentowana została inaczej stylizowana, skierowana do chińskich nabywców odmiana o nazwie Deepal L07. Otrzymała ona inaczej stylizowany przedni oraz tylny zderzak, związane z tym wydłużone nadwozie i przeprojektowaną blendę tylnego oświetlenia. Zachowano zarazem te same układy napędowe w formie elektrycznego lub hybrydowego.

### Sprzedaż
Przedprodukcja rozpoczęła się z końcem grudnia 2021 roku. Po oficjalnym rynkowym debiucie wersji seryjnej w czerwcu 2022 podczas Chongqing Auto Show, sprzedaż pojazdu z ograniczeniem do wewnętrznego rynku chińskiego rozpoczęła się w kolejnym miesiącu. Za głównego rynkowego konkurenta określono Teslę Model 3 i stanowiąc początek rozbudowy gamy kolejnych 11 zaawansowanych technicznie pojazdów elektrycznych koncernu Changan. W listopadzie 2023 SL03 zadebiutował oficjalnie na rynku tajlandzkim jako Deepal L07, w ciągu pierwszego roku sprzedaży pochodząc z chińskiego importu, by w 2025 roku ruszyła produkcja w lokalnych zakładach w Rayong.

### Dane techniczne
Deepal SL03 wyposażony został w rozbudowane rozwiązania techniczne pozwalające na oszczędność energii elektrycznej, a także optymalne funkcjonowanie napędu przy ekstremalnie niskich temperaturach powietrza. Dzięki zastosowanemu po raz pierwszy w produkcyjnym samochodzie systemowi wewnętrznego ogrzewania pulsacyjnego, który pozwala zwiększyć temperaturę w układzie napędowym z -30 °C do 20 °C w 5 minut. W ten sposób, SL03 będzie mógł w zimowych warunkach odzyskać od 40 do 70 kilometrów zasięgu.
Samochód trafił do sprzedaży w dwóch wariantach napędowych: elektrycznym oraz hybrydowym. Pierwszy napędzany jest przez 218 lyb 258-konny silnik elektryczny, który rozpędza się do 100 km/h kolejno w 6,9 i 5,9 sekund. Słabsze SL03 umożliwia przejechanie na jednym ładowaniu do 705 kilometrów, a mocniejsze - maksymalnie ok. 515 kilometrów. Wersja hybrydowa SL03 EREV wykorzystuje słabszy, 218-konny silnik elektryczny, który współgra z 1,5 litrowym silnikiem benzynowym o mocy 95 KM. Poazd oferuje do 200 kilomerów czysto elektrycznego zasięgu lub do 1200 kilometrów zasięgu w trybie mieszanym.